# Parteiverrat
Parteiverrat, auch Prävarikation, ist nach deutschem Strafrecht eine Straftat, die ein Rechtsanwalt oder anderer Rechtsbeistand zum Nachteil seines Mandanten begehen kann. Der Tatbestand des Parteiverrats ist in § 356 StGB geregelt.

## Wortlaut
Der Wortlaut des § 356 StGB ist:
(1) Ein Anwalt oder ein anderer Rechtsbeistand, welcher bei den ihm in dieser Eigenschaft anvertrauten Angelegenheiten in derselben Rechtssache beiden Parteien durch Rat oder Beistand pflichtwidrig dient, wird mit Freiheitsstrafe von drei Monaten bis zu fünf Jahren bestraft. 
(2) Handelt derselbe im Einverständnis mit der Gegenpartei zum Nachteil seiner Partei, so tritt Freiheitsstrafe von einem Jahr bis zu fünf Jahren ein. 

## Täter
Tauglicher Täter des Delikts ist nur ein Rechtsanwalt oder anderer Rechtsbeistand, das heißt, ein Organ der Rechtspflege, dem in dieser Eigenschaft die Wahrnehmung fremder Geschäfte anvertraut ist. Dazu gehören ebenfalls Steuerberater, Steuerbevollmächtigte, Wirtschaftsprüfer und vereidigte Buchprüfer, da dieser Personenkreis im Steuerstrafverfahren, gem. § 392 Abs. 1 AO, zu Verteidigern gewählt werden kann.
§ 356 StGB beschreibt insoweit ein Sonderdelikt. Geschütztes Rechtsgut ist nicht nur der Schutz des Mandanten, sondern auch das Vertrauen der Bevölkerung in die Advokatur als Teil der staatlichen Rechtspflege.

## Tathandlung
Tathandlung ist im Falle des Abs. 1 das Tätigwerden für zwei Parteien, obschon bei dem Anwalt ein Interessengegensatz besteht (vgl. § 45 BRAO). Nicht jedes Tätigwerden im Falle eines Interessenkonflikts ist auch ein Parteiverrat.
Die Angelegenheit muss dem Täter in seiner Eigenschaft als Anwalt anvertraut worden sein. Tritt der Anwalt in einer Sache nicht beruflich oder in eigener Sache auf, so scheidet die Anwendung des § 356 StGB aus. Es reicht aus, wenn ein Mandant einen Rat bei einer Kanzlei einholt und dieser ihm als Gefälligkeit gegeben wird.
Umstritten ist, ob ein tatbestandsmäßiger Interessengegensatz vorliegt, wenn ein Strafverteidiger mehrere getrennt verfolgte Beschuldigte vertritt, die sich potenziell gegenseitig belasten könnten, aber subjektiv keinen Interessengegensatz sehen.

## Qualifikation
§ 356 Abs. 2 StGB stellt eine Qualifikation dar: Das bewusste Tätigwerden zum Nachteil der eigenen Partei auf der Grundlage eines mit der Gegenpartei gemeinsamen Willens zur Schädigung des Mandanten ist ein Verbrechen und mit einer Mindestfreiheitsstrafe von einem Jahr und der Höchststrafe von fünf Jahren bedroht.